# Henri Gourdon de Genouillac

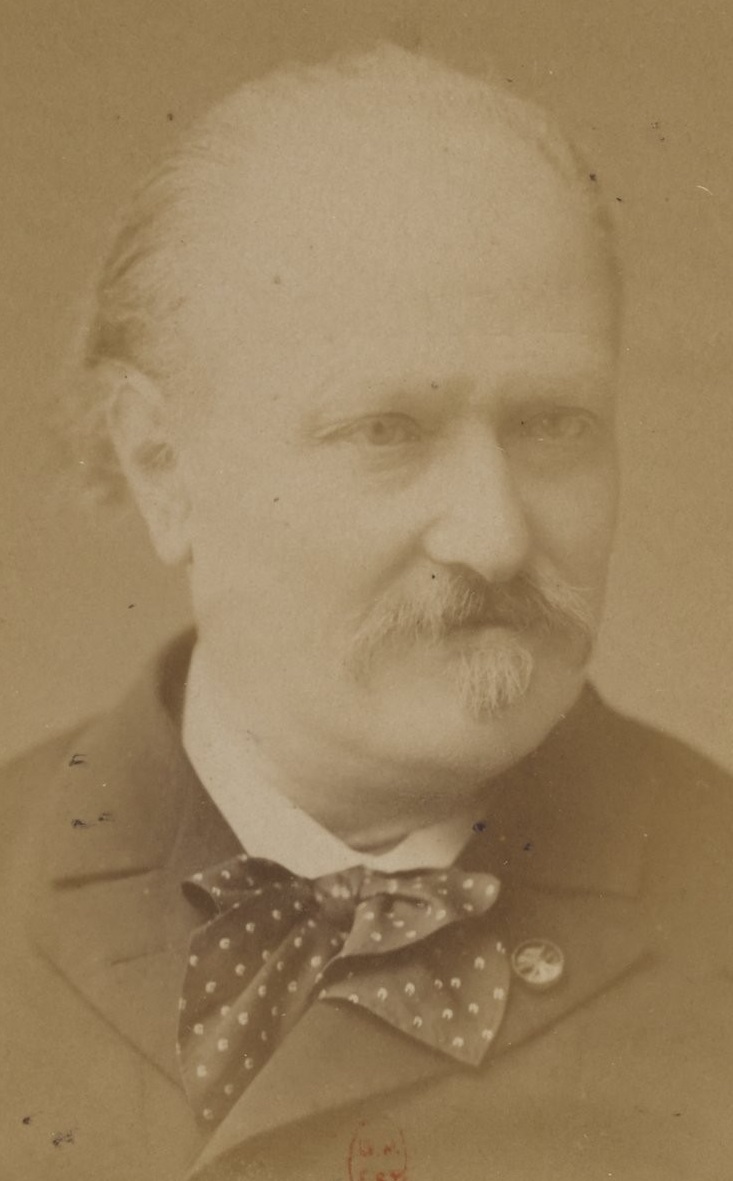
Henri Gourdon de Genouillac.

Nicolas Jules Henri Gourdon de Genouillac, född den 25 september 1826 i Paris, död där den 24 april 1898, var en fransk heraldiker.
Gourdon de Genouillac författade Grammaire héraldique (1853; flera upplagor), Dictionnaire historique des ordres de chevalerie (samma år) och Nouveau dictionnaire historique des ordres de chevalerie (1891), L'art héraldique (1890) med flera sammanfattande arbeten samt en mängd romaner och pjäser. 